# Dying Light
Dying Light è un videogioco survival horror in prima persona, sviluppato dalla software house polacca Techland e pubblicato dalla Warner Bros. Interactive Entertainment. Il gioco è uscito per PlayStation 4, Xbox One e PC (Microsoft Windows e Linux) il 27 gennaio 2015 in Nord America e il 28 gennaio 2015 in Europa e Australia. 

## Modalità di gioco
Dying Light nasce come un action RPG survival horror in prima persona con forti elementi di parkour e melee combat con due modalità principali per affrontare le missioni: un ciclo dinamico giorno-notte. Le missioni diurne vertono generalmente sull'esplorazione, sul recupero dei lanci aerei e sullo svolgimento della trama. Evitare le orde di zombie è molto facile sfruttando edifici e automobili, muovendosi quasi sempre con un netto vantaggio rispetto ai nemici. Le missioni notturne invece cambiano radicalmente. L'orologio digitale di Crane ha una sveglia puntata per le 20:50, che suonerà al momento in cui scatta tale orario per segnalare al giocatore che "La notte sta arrivando". Gli zombie più pericolosi si svegliano al tramonto e sarà molto difficile sopravvivere. Questi zombie sono detti "Notturni" e sono estremamente forti e veloci, molto resistenti alle armi bianche, ma estremamente sensibili ai raggi ultravioletti. Di fatto, ribaltano continuamente lo stato del gioco e Crane passa quindi da predatore a preda costretta a nascondersi per sopravvivere. L'ambiente circostante muta con l'orario attuale diventando "Sicuro" di giorno e "Pericoloso" di notte.

## Trama
Nel gioco si vestono i panni di Kyle Crane, un agente speciale del GRE (un'associazione umanitaria), che viene paracadutato sulla città di Harran (città-stato in Turchia), con l'ordine di recuperare un file segreto rubato dal politico locale Kadir Suleiman, divenuto uno spietato boss criminale, col nome di Rais. Il file è di vitale importanza per il GRE che contiene una cura incompleta per il virus che ha trasformato tutti gli abitanti in zombie.
Una volta arrivato nella città, Crane atterra proprio nel centro dei bassifondi dove viene subito aggredito da un gruppetto di banditi che cercano di spezzargli le gambe per depredarlo. Crane riesce a tirare fuori la sua pistola e a sparare ad alcuni dei banditi, ma facendo ciò finisce per attirare con gli spari della sua arma alcuni zombie che lo assalgono e lo mordono. Prima di essere sbranato del tutto, il protagonista viene salvato da Jade Aldemir e da Amir, due superstiti di un gruppo di persone non ostili. Jade riesce a uccidere alcuni zombie e a prelevare Crane prima che muoia, mentre Amir si sacrifica per bloccare l'avanzata degli zombie verso i due sopravvissuti. Crane sviene, mentre Jade si dispera per la perdita del suo amico e fa rapporto alla base.
Dopo tre giorni, il protagonista si risveglia con un forte dolore al braccio (dove era stato morso) e si accorge di essere stato portato in un rifugio che gli altri superstiti chiamano "La Torre" (perché è situato negli ultimi piani dell'edificio più alto della città). Muovendosi per la torre apprende da un superstite di essere svenuto tre giorni e gli viene detto di cercare il capo per riavere i suoi oggetti personali e le sue armi. Una volta trovato il quartier generale del rifugio Crane incontra Rahim, l'aiutante del capo e fratello di Jade, il quale gli restituisce la sua radio e gli chiede di rendersi utile per aiutare le persone in difficoltà. Crane accetta e viene mandato prima a salvare uno degli uomini di Rahim, intrappolato in un alloggio ai piani inferiori della Torre, poi gli viene chiesto di imparare le basi per sopravvivere fuori dal rifugio da solo. Dopo aver imparato i tratti fondamentali del Parkour (come per esempio arrampicarsi sulle case o scivolare sotto alle recinzioni) Crane viene mandato a conoscere il dottor "Zere" (un dottore che aiuta le persone infette ad alleviare i sintomi del virus) e Spike (un commerciante che procura agli abitanti della Torre tutto quello di cui hanno bisogno come ad esempio cibo, medicine, pistole,armi, oggetti e molto altro). Quest'ultimo spiega a Crane che la città è praticamente isolata dal resto del mondo e che l'unico modo per procurarsi del cibo o medicinali è prendere i rifornimenti aerei che il GRE paracaduta su Harran prima degli altri superstiti. Detto ciò, Crane si reca dal dottor Zere per farsi curare il morso ricevuto tre giorni prima.
Zere gli somministra una medicina chiamata "Antizin" che ha il potere di ritardare i sintomi del virus ma non di curarlo totalmente e gli fa sapere, inoltre, che una cura sarebbe possibile se qualcuno riuscisse a portare i dati delle sue ricerche al suo collega intrappolato dalla parte opposta della città. Poco dopo Spike incarica il protagonista di attivare alcune trappole in giro per la città per aiutare Brecken (ovvero il leader della Torre) a portare a termine una missione di notte per recuperare delle casse di Antizin. Nonostante gli sforzi di Crane, che riesce ad attivare tutte le trappole, la missione notturna di Brecken fallisce e il preziosissimo Antizin viene rubato dagli uomini di Rais. Brecken viene picchiato dagli scagnozzi e riesce a stento a tornare alla Torre, ma quando viene a sapere che alla sera sarà effettuato un altro lancio del medicinale sulla città, cerca a tutti i costi di andare a recuperalo. Viene fermato da Crane e Jade che sono preoccupati per lui. Crane si offre quindi volontario per recuperare l'Antizin, ma quando arriva sul posto i rifornimenti sono stati già rubati, quindi il protagonista chiama Jade dicendole che non è riuscito a recuperare le medicine. Viene interrotto da un aereo che passa proprio sopra di lui e che paracaduta ben 2 casse di Antizin lì vicino. Giunto sul posto dopo il tramonto, Crane riesce finalmente a trovare delle casse piene zeppe del preziosissimo Antizin e chiama il GRE per fare rapporto; i suoi superiori però gli ordinano di distruggere tutti i medicinali trovati per costringere Brecken a trattare con Rais e, quindi, per scoprire se Rais è Suleiman, il politico che ha il file. Dopo averle distrutte ed essere riuscito a tornare alla Torre dopo una fuga precipitosa dagli Zombie Notturni, incontra Brecken che, disperato, lo manda da Rais a chiedere un po' di Antizin per la sua gente.
Giunto al covo di Rais, Crane lo incontra mentre sta torturando uno degli uomini che lavorano per lui perché lo ha sorpreso a rubare e si accorge che Rais è (come sospettato dal GRE) in verità Suleiman, che ha cambiato nome per non farsi riconoscere e che ora governa il gruppo più numeroso di superstiti di Harran. Dopo essersi avvicinato, Rais promette a Crane ben 2 casse di Antizin in cambio di qualche lavoretto. Svolti i compiti secondari assegnati, però, Rais si rifiuta di mantenere la parola e dà come pagamento al protagonista solo 5 fiale del medicinale anziché le due casse promesse. Per avere altre medicine Rais chiede che gli sia consegnata Jade per farla combattere contro gli zombie nella sua arena privata. Crane quindi torna alla torre e chiama il GRE per confermare che colui che si chiama Rais è in realtà l'uomo che cercano, ma i suoi superiori gli ordinano di consegnare Jade allo psicopatico Rais per farla uccidere e ottenere così la fiducia del boss; Crane, indignato, si rifiuta di eseguire gli ordini e chiude la telefonata. Qualche giorno dopo il protagonista viene chiamato da Jade, la quale ha avvistato gli scagnozzi di Tahir (il luogotenente di Rais) che portavano delle casse di Antizin in una vecchia scuola; Crane e Jade quindi attaccano la scuola, uccidono tutti gli uomini al suo interno e si appropriano delle casse che poi scopriranno essere colme di esplosivo al plastico e non di medicine.
Rahim, appresa la notizia, chiede aiuto a Crane per far saltare in aria un nido di zombie notturni utilizzando l'esplosivo trovato nella scuola. Rahim muore nel tentativo di aiutare Crane e Jade, saputo della morte di suo fratello, scappa nel Settore Zero della città, incolpando Crane dell'accaduto. Nel frattempo Rais, per vendicarsi della morte dei suoi uomini alla scuola, attacca e rapisce il dottor Zere dal suo laboratorio dove aveva trovato dei risultati parziali per curare il virus. Crane, deciso a salvarlo, si reca nel covo di Rais e, dopo uno scontro a fuoco con molti dei suoi tirapiedi, viene catturato e gettato nella sua arena. Dopo aver combattuto all'ultimo sangue contro degli zombie, Crane chiede a Rais di risparmiarlo, ma questo tenta di sparargli. Afferrato un machete che si trovava per terra, mozza la mano destra di Rais e quest'ultimo, furioso, uccide il dottor Zere, che in punto di morte chiede a Crane di portare i suoi dati al suo collega, il dottor Camden, che è bloccato nel suo laboratorio nella città vecchia. Dopo una fuga miracolosa dal covo di Rais, Crane apprende che l'unico modo per raggiungere la città vecchia è chiedere a un gruppo di uomini chiamati "I salvatori", che conoscono l'unico passaggio ancora transitabile per la parte ricca della città. Incontrati questi ultimi gli viene mostrata la via da seguire attraverso le fogne, ma nel bel mezzo del cammino viene attaccato da un manipolo di uomini armati di fucili d'assalto. Dopo essersi sbarazzato di loro, Crane apprende di essere stato venduto dai salvatori a Rais per essere ucciso.
Dopo aver raggiunto la città vecchia di Harran il protagonista fa la conoscenza di Troy, la ragazza a capo di un gruppo di superstiti non ostile chiamato "Le Scintille", e le chiede se per caso sa dove si trova la sua amica Jade. Troy gli dice che la sua amica si trova nascosta nella vecchia università. Giunto sul posto Jade non si fa trovare e non vuole parlare con Crane ritenendolo la causa della morte del fratello. Nel frattempo Rais ha pubblicato il file e il ministero della difesa minaccia di bombardare la città. Dopo aver scritto un messaggio su un palazzo in modo che i caccia bombardieri del ministero lo vedano e non attacchino la città, Crane apprende che Jade è stata rapita ed è stata portata al museo civico di Harran. Giunto sul posto e dopo un altro scontro a fuoco con degli scagnozzi, Rais lascia morire Jade, che è stata morsa da uno zombie, e fugge con il resto dei suoi sgherri. Crane, distrutto per la perdita, decide di salvare la vita del resto degli abitanti della città piazzando un ripetitore sull'antenna più alta della città per far sapere al mondo che ad Harran ci sono ancora dei sopravvissuti vivi. Fatto ciò ed evitato l'imminente bombardamento della città da parte del ministero della difesa, il protagonista si reca dal dottor Camden e gli consegna i dati per trovare una cura creati dal dottor Zere; fatto ciò, decide di vendicare Jade e uccidere quindi Rais.
Dopo molte ricerche scopre che il boss, dopo aver ucciso tutti i suoi uomini, si è rintanato sul tetto del grattacielo più alto e più fortificato della città circondato da mine antiuomo. Eluse le mine e salito in cima al palazzo, Crane, dopo un lungo scontro all'arma bianca, uccide Rais e chiama il GRE il quale si offre di venirlo a prelevare con un elicottero in cambio degli unici dati per trovare una cura. Crane allora capisce che il GRE in realtà non cerca una cura per il virus, bensì sta tentando di usarlo come arma chimica da usare contro le nazioni sue nemiche.
Il gioco si conclude con Crane che si rifiuta di consegnare i dati e decide di rimanere in città per aiutare i sopravvissuti e ultimare le ricerche con il dottor Camden per trovare finalmente una cura per questa terribile epidemia.

## Espansione - The Following
Il DLC si svolge dopo gli avvenimenti di Harran.  
Durante le sue missioni, Crane trova un sopravvissuto che, in punto di morte, gli rivela di un gruppo di persone che, grazie ad una cura, non si trasformano anche se infette. Siccome il gruppo della Torre ha finito l'Antizin, Crane si dirige nella Zona Rurale di Harran per trovare la cura all'epidemia e qui Crane scopre da Kaan, un sopravvissuto del luogo, che esiste una setta capitanata da una certa "Madre". Dopo varie missioni Crane riesce a mettersi in contatto con la setta e scopre che in realtà la "cura" è una sorta di fumo allucinogeno che annulla gli effetti della trasformazione. Alla fine Crane riesce ad incontrare la Madre, scoprendo però che lei è un Volatile (ovvero uno zombi notturno) perché ingerì una fiala dove era contenuto l'allucinogeno e quindi mutò in un Notturno senziente di giorno, ma incontrollabile di notte. In base alle scelte del giocatore si hanno diversi finali:
Finale Cattivo: Crane si rifiuta di distruggere Harran e decide di prendere le fiale e tornare alla torre per curare i compagni. Se si sceglie questa opzione, la Madre costringerà Crane a bere una fiala del liquido e inizierà la boss fight. Dopo il combattimento Crane prenderà le fiale e si dirigerà verso l'uscita, però una volta uscito una donna con due bambini si accorgerà di lui: lo guarderanno e urleranno terrorizzati, perché lui stesso ormai è diventato un Volatile. Questo finale è considerato cattivo poiché Crane infetterà le altre persone fuori ad Harran, espandendo l'epidemia.
Finale Buono: Crane sceglie di distruggere Harran con una bomba atomica per debellare l'infezione e quindi uccidere tutti, sia i sopravvissuti umani sia gli zombie. Se si sceglie questa opzione la Madre ringrazierà Crane e Harran verrà distrutta.
Finale Segreto: Ottenibile soltanto raccogliendo determinati oggetti (due schede da trasporto militare e dei codici nucleari) sparsi nel gioco. A questo punto Crane si dovrà dirigere sull'autostrada della Zona Rurale e cercare un camion, con un rimorchio simile a quello del dottor Zere. Interagendo con esso, utilizzando una scheda militare trovata in precedenza, Crane entrerà all'interno e troverà una testata nucleare militare inattiva. Grazie ai codici e all'altra scheda recuperata Crane attiverà la bomba e il dlc finirà automaticamente. La particolarità di questo finale è che si può attivare anche all'arrivo di Crane nella regione, a patto che si abbiano i componenti per completarlo.
Elemento peculiare dell'espansione di gioco è la dune buggy personalizzabile. 

## Personaggi
Di seguito elencati i personaggi presenti all'interno del gioco:
- Kyle Crane: È il protagonista del gioco ed è un agente segreto del GRE sotto copertura. È stato inviato nel 2015 ad Harran per recuperare un preziosissimo file rubato da Rais al GRE. Inizialmente era disinteressato nei confronti dei poveri sopravvissuti all'epidemia, ma andando avanti con la storia si affeziona ad Harran e ai suoi abitanti e decide di fare tutto il possibile per aiutarli. Per fare ciò fa dei lavoretti per tutti coloro che hanno bisogno di aiuto e recupera parecchi rifornimenti aerei per garantire la salvezza agli abitanti della torre. Quando il GRE si offre di venirlo a prendere in cambio dei dati delle ricerche del dottor Zere lui si rifiuta e dichiara di volere restare per cercare una cura al virus. Il personaggio dispone di parecchie abilità che può gradualmente apprendere durante la storia. Alcune abilità sbloccano alcuni oggetti (come il rampino o la vendita delle munizioni per le armi da fuoco nei negozi) altre invece permettono di imparare metodi più "creativi" per uccidere gli zombie.
- Jade Aldemir: È una lottatrice di kickboxing, tre volte campionessa del mondo. Era in tournée ad Harran per cercare di conquistare il quarto titolo quando è scoppiata l'epidemia. Dopo il dilagare del virus, lei e il fratello si uniranno al gruppo di Brecken e costruiranno il loro rifugio alla Torre. Jade è una ragazza molto altruista che cerca di salvare il maggior numero possibile di sopravvissuti pur mettendo a repentaglio la propria vita. Dopo che salverà Crane, tra i due nasce un profondo rapporto di amicizia e stima. Tuttavia, dopo la morte del fratello Rahim, lei darà la colpa al protagonista dell'accaduto e si rifiuterà di parlare con lui fino a quando non viene catturata da Rais. Verrà poi morsa da un infetto alla fine del gioco e morirà tra le braccia di Crane rinunciando alla sua dose di Antizin per darla a lui.
- Kadir "Rais" Suleiman: È l'antagonista principale del gioco. Si chiamava Kadir Suleiman ed era un politico molto onesto, ma al dilagare dell'epidemia viene messo a capo di Harran per controllare che il virus non degenerasse e che i sopravvissuti non si combattano tra loro per i rifornimenti. Ma durante un attacco di Zombie, Suleiman chiama il GRE e gli chiede di evacuare con un elicottero suo fratello disabile Assan, ma i dirigenti dell'associazione umanitaria si rifiutano di venire a prelevarlo e così Assan muore sbranato dagli infetti. La perdita dell'amato fratello causa a Kadir una profonda depressione. Egli cambia così il suo nome in "Rais" e inizia a sfogare la sua rabbia repressa sui pochi umani rimasti ad Harran. Ben presto organizza un esercito di mercenari reclutando persone tra i sopravvissuti e equipaggiandoli con carabine e armi di ogni tipo. "Gli uomini di Rais" (questo è il nome dei suoi sgherri) iniziano quindi a terrorizzare la gente e a sottrarre gran parte dei rifornimenti del GRE. Rais, intanto, sfoga il suo insano sadismo su alcune persone indifese, facendole combattere contro gli zombie nella sua arena personale per divertirsi. Catturerà anche Crane con l'intento di ucciderlo, ma quest'ultimo gli taglierà la mano e scapperà. Dopo questo episodio Rais diventerà ancora più pazzo, massacrando un sacco di persone innocenti (persino alcuni dei suoi stessi uomini). Alla fine dopo aver ucciso Zere cercherà di rubare le sue ricerche e farsi portare con un elicottero via da Harran, ma verrà poi ucciso da Crane con una coltellata.
- Samuel Parceli: é un personaggio secondario del gioco che si può incontrare solo in rare occasioni. Durante la storia del gioco regalerà varie armi al protagonista che dovrà usare per proseguire la storia.

## Trailer
È stato realizzato nel 2013 un trailer per il gioco che è stato mostrato all'E3. Nel video di questo trailer viene mostrata la missione notturna di Brecken per recuperare dell'antizin, avvenuta la sera subito dopo l'arrivo di Crane in città. In questo video si vede Brecken che corre al tramonto sui tetti di Harran accompagnato dalla musica "Run boy run" di Woodkid. Alla fine del video si vede Brecken che viene colpito alla testa con una mazza da baseball dagli uomini di Rais e il carico di antizin che viene rubato. 

## Sviluppo
Dying Light inizialmente venne ideato come sequel per Dead Island: tuttavia, durante la fase embrionale del progetto, il team di sviluppo apportò diverse innovazioni e modifiche rendendo il titolo di fatto completamente diverso dal predecessore; pertanto si rese necessario trasformare questo "sequel" in un nuovo soggetto, anziché di farlo diventare Dead Island 2. A causa di questo cambio di rotta il progetto subì dei ritardi e la pubblicazione venne rimandata in un annuncio dato alla stampa il 6 maggio 2014. La data di uscita pertanto è stata spostata a marzo 2015.
A febbraio 2016 al gioco sono stati aggiunti molti elementi nuovi (come armi nuove, nuovi personaggi e nuove missioni secondarie). Sempre a febbraio è stato sviluppato un DLC, chiamato "Dying Light: The Following".

## Problemi al lancio del gioco
Era inizialmente previsto che il gioco uscisse anche per console di settima generazione (PlayStation 3 e Xbox 360). Successivamente venne reso noto da Techland che il gioco sarebbe uscito a partire dal 27 gennaio 2015 solo per PC e console di ottava generazione (PlayStation 4 e Xbox One). Questo per permettere agli sviluppatori di completarlo al meglio e, in secondo luogo, ai videogiocatori di goderne a pieno la risoluzione a 1080p.
Inizialmente il gioco è stato distribuito per la data stabilita solamente in versione digitale tramite gli store PlayStation Network, Xbox Live e Steam a causa di problemi logistici dovuti alla spedizione delle copie fisiche del gioco, che sono arrivati sugli scaffali il 6 marzo 2015.

## Sequel
All'E3 del 2018 è stato annunciato il sequel diretto del gioco, Dying Light 2, pubblicato il 4 febbraio 2022.

## Curiosità[10]
- A differenza degli uomini di Rais, molto spesso i banditi se vedono che il giocatore impugna armi da fuoco indietreggiano e si arrendono solo momentaneamente per poi attaccare quando si abbassa la guardia o se si uccide uno dei loro compagni.
- Girando per la città si possono trovare alcune panetterie con la scritta "Left for bread" sull'insegna; un chiaro riferimento e omaggio alla famosa serie di videogiochi "Left for Dead"
- Ci sono tanti tipi diversi di frecce e dardi (frecce incendiarie, elettrificate, esplosive, dardi velenosi, ad impatto, stordenti, ecc.) disponibili per l'arco e la balestra.
- In un punto della mappa, più precisamente in un capannone di treni merci dei bassifondi, si può trovare un interruttore che, se azionato, induce gli zombi nelle vicinanze a ballare.
- In uno degli aggiornamenti più recenti, sono state aggiunte le taglie, brevi missioni da portare a termine per poter guadagnare punti abilità, forza, sopravvivenza, progetti, armi oltre che averne una giornaliera che normalmente vale un po' di più.
- A ottobre 2017 esce un aggiornamento contenente numerose novità: tre nuove armi (Kuai Dagger, Fenris Axe e Last Wish Revolver), 2 armi scaricabili gratuitamente dal sito gemly (Ye old trusty e Harran Military Rifle), nuovi nemici umani, un nuovo tipo di zombie (gigante mutato), e tante novità che verranno aggiunte con pacchetti definiti "Content Drop" fino a 10 in un anno.
- Si possono attutire le cadute atterrando su sacchi della spazzatura, autovetture, su tendoni, infetti, cadendo nell'acqua, ecc...
- Techland ha anticipato che pubblicherà un DLC della campagna di gioco a pagamento che si chiamerà "Dying light: Hellraid ". [11]